# Cyphocharax abramoides
Cyphocharax abramoides es una especie de peces de la familia Curimatidae en el orden de los Characiformes.

## Morfología
Los machos pueden llegar alcanzar los 21,3 cm de longitud total.

## Hábitat
Vive en zonas de clima tropical.

## Distribución geográfica
Se encuentran en Sudamérica:  cuencas de los ríos  Negro, Orinoco y afluentes del curso inferior del río Amazonas .